# ロマン・ラソツキ
ロマン・ラソツキ（ポーランド語: Roman Juliusz Lasocki, 1948年1月17日 - ）は、ポーランドのヴァイオリン奏者。
ウッチの生まれ。地元の音楽学校でフランシス・ヤムリーに師事。卒業後はヘンリク・シェリング、アンドレ・ジェルトレル、タデウシュ・ヴロンスキ、スタニスワフ・レヴァンドフスキらのマスター・クラスに参加して腕を磨いた。1970年よりカトヴィツェ音楽院でヴァイオリンの講師として後進の指導に携わるようになり、1990年から教授に昇格。1995年にはワルシャワ音楽院のヴァイオリン科教授となり、1996年から2002年まで副院長を務めた。その後2005年に同音楽院の副院長に再任されている。